# Marcel Zmožek
Marcel Zmožek (* 25. dubna 1965 Karviná) je český textař, skladatel a zpěvák. Jeho otcem je skladatel, textař a zpěvák Jiří Zmožek.

## Diskografie
Kromě alb, kde je uveden jako autor hudby nebo textu, vyšla i tato alba:

### Sólová alba
- 1986 Vypusťte Fantóma z láhve/Hříchy mládí - Supraphon 1143 3167, SP
- 1986 Sedmikráska/Dívka z předměstí - Supraphon 1143 3325, SP[2]
- 2009 Tak šťastnou cestu - Popron Music, CD
- 2011 Láska je největší dar aneb písničky Marcela Zmožka - Popron Music, 2CD
- 2011 Dlaně - Popron Music, CD
- 2014 Sváteční písničky - Česká Muzika, CD+DVD

### Jiné
- 1985 Liverpool versus Torino - Jiří Zmožek/Bude mi dvacet - Marcel Zmožek - Supraphon 1143 3076, SP
- 1986 Nejhezčí dárek - Jiří Zmožek (2) - Supraphon, LP
  - 03. Hříchy mládí/09. Vypusťte Fantoma z láhve/11. Nejhezčí dárek - zpěv: 50 čs. zpěváků.
- 1987 Už mi lásko není dvacet let - Jiří Zmožek/Jednou přijde stáří - Marcel Zmožek - Supraphon 1143 3430, SP
- 1987 Kousek cesty s tebou - Jiří Zmožek (3) - Supraphon, LP
  - 05. Jednou přijde stáří/11. Sedmikráska.
- 1989 Malovaný večírek - Jiří Zmožek (4) - Supraphon, LP
  - 06. Žádná láska/07. Hezky česky - Marcel Zmožek a Michal Suchánek a Jiří Langmajer/11. Dobro s láskou vítězí.
- 1990 Už mi, lásko, není dvacet let - Jiří Zmožek (5) - Supraphon, LP, Carmen, MC
  - 06. Žádná láska/07. Hezky česky/11. Dobro s láskou vítězí.
- 2009 Hvězdy mého života - Jiří Zmožek - Popron Music, CD
  - 01. Už mi, lásko, není dvacet let - Jiří Zmožek a Marcel Zmožek/10. To býval ráj - Jiří Zmožek a Marcel Zmožek
- 2009 Hvězdy mého života 2, Nejhezčí dárek - Jiří Zmožek - Popron Music, CD
  - 10. Už mi, lásko, není dvacet let - Jiří Zmožek a Marcel Zmožek.
- 2010 Hvězdy mého života 3, Zvonky štěstí - Jiří Zmožek - Popron Music, CD
  - 07. To musím zvládnout sám - Jiří Zmožek a Marcel Zmožek/09. Den za záclonou - Marcel Zmožek.

## Filmografie
- 1987 Ať přiletí čáp,královno! .... princ David (herec Miroslav Vladyka, zpěv Marcel Zmožek)

## Muzikál
- Velký příběh, lásky která přemohla svět, libreto, hudba: Jiří Zmožek[3]